# Физкультурный проезд
Физкульту́рный прое́зд — проезд, расположенный в Западном административном округе города Москвы на территории района Филёвский Парк.

## История
Проезд получил своё название 11 июля 1958 года Решением Исполнительного комитета Московского городского Совета депутатов трудящихся № 40/11 путем присвоения наименования Проектируемым проездам № 1182 и № 1825 по близости к стадиону «Фили».

## Расположение
Физкультурный проезд начинается от Сеславинской улицы на северо-запад перпендикулярно Филёвской линии метро, пересекает Большую Филёвскую улицу, поворачивает на север и заканчивается у Новозаводской улицы. У пересечения Физкультурного проезда и Большой Филёвской улицы (в направлении  северо-звпад) расположен стадион «Фили». Восточнее Физкультурного проезда и южнее Большой Филёвской улицы расположен детский парк «Фили». Нумерация домов начинается от Сеславинской улицы.

## Примечательные здания и сооружения
По нечётной стороне:
- д. 5 — Совет ветеранов войны и труда района Филёвский Парк

По чётной стороне:
- д. 2 — ОВД по району Филёвский Парк
- д. 4 — детский сад № 514 (ГКНПЦ имени М. В. Хруничева)
- д. 6 — 2 филиал Клинико-Диагностического Центра № 4 (бывшая 58 поликлиника).
- д. 8 — детский сад № 539

## Транспорт

### Автобус
По северной части проезда проходит автобус 73, следующий от станции метро «Филёвский парк».

### Метро
- Станция метро «Багратионовская» Филёвской линии — юго-западнее проезда, на пересечении улицы Барклая и Сеславинской улицы
- Станция метро «Фили» Филёвской линии — восточнее проезда, на пересечении Новозаводской улицы и Багратионовского проезда

### Железнодорожный транспорт
- Платформа «Фили» Белорусского (Смоленского) направления МЖД — юго-западнее проезда, на Промышленном проезде